# Honda Concerto

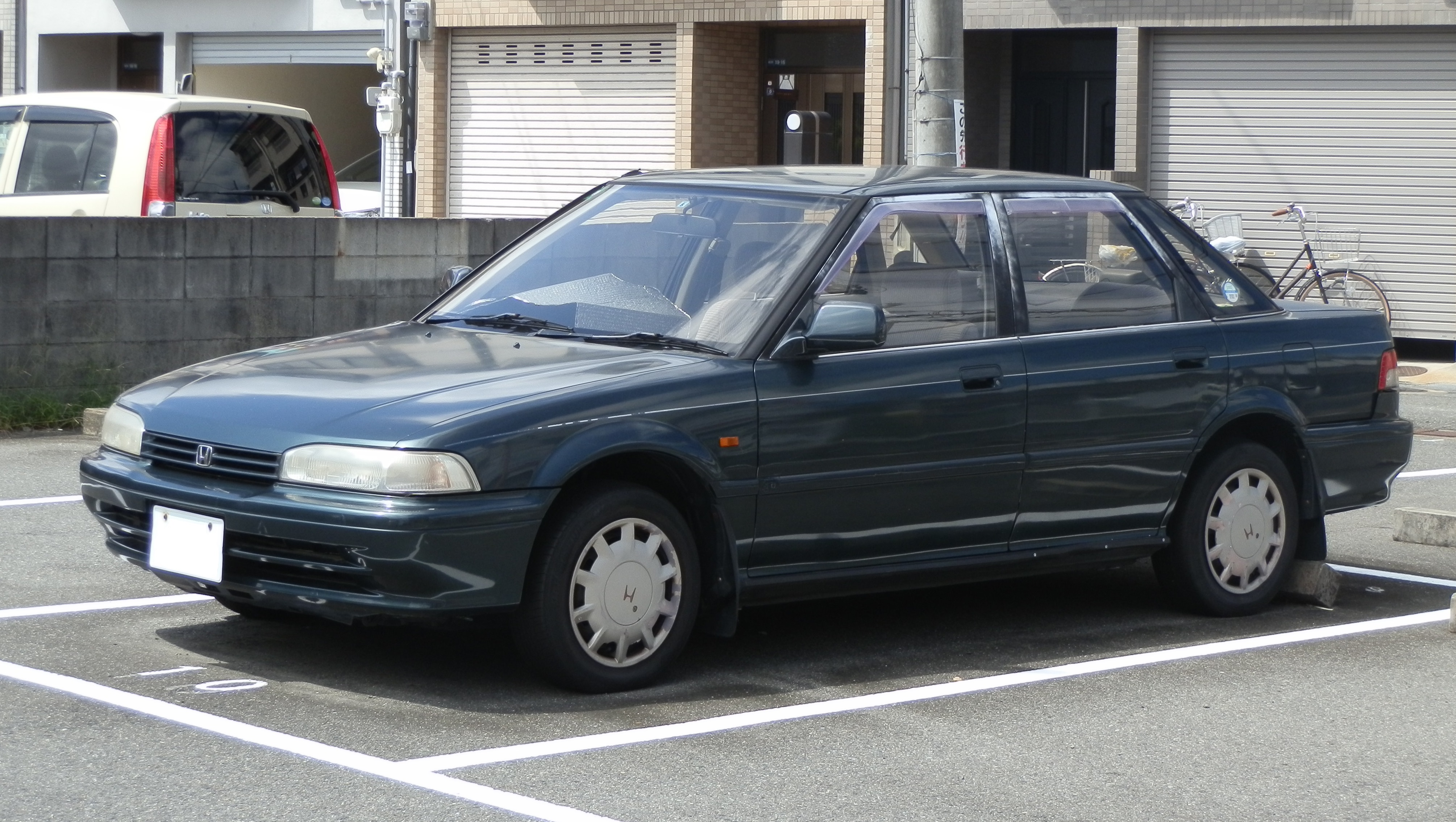
Honda Concerto седан

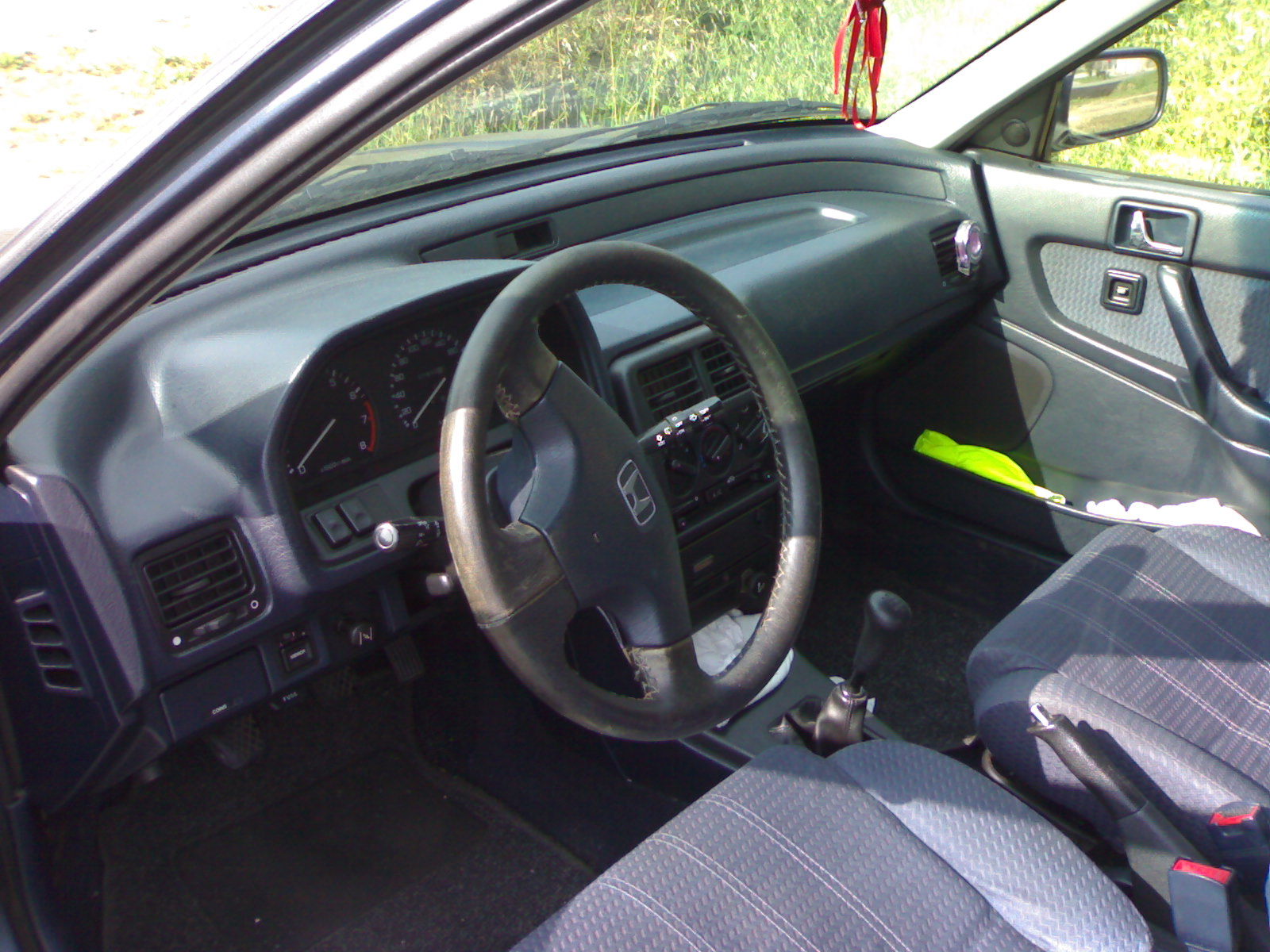

Honda Concerto — автомобіль, що вироблявся британським підрозділом японського виробника Honda з 1988 по 1994 рік. Concerto випускалася в двох варіантах кузова: хетчбек і седан. Як і її попередник, Honda Ballade, вона розділила свою платформу з продуктами Rover 200 і Rover 400 компанії Rover. Concerto також виготовлявся і продавалася в Японії як модифікація хетчбека Quint і седана Ballade.
Автомобіль був передньоприводним. В Японії була доступна і повнопривідна модифікація Concerto. Пізніше ці розробки лягли в основу Honda CR-V, розробленому на платформі Civic SUV.
Єдиним серйозним відмінністю британських і японських Concerto є передня підвіска: версія, що вироблялася в Лонгбріджі комплектувалася підвіскою McPherson, а японська - підвіскою з подвійним поперечним важелем.
Concerto позиціонувалася, як більша і престижніша модель, ніж популярна Civic. Дизайн Concerto перегукувався зі старшою моделлю Honda Accord (Honda Ascot в Японії) 4-го покоління.
Випуск седана Concerto тривав до 1993 року, а в 1994 році після поглинання Rover корпорацією BMW Honda припинила виробляти Concerto у Великій Британії. Заміною Concerto в Японії був Domani, який став основою для подальших Rover 400 і Rover 45. В Європі 5-дверний хетчбек і різновиди Domani стали продаватися під назвою Civic, щоб уникнути різних найменувань в средньогабаритному сегменті.

## Двигуни
- 1.4 л (SOHC carb) з 88 к.с. DIN (65 kW)
- 1.5 л (SOHC SPI) з 90 к.с. DIN (66 kW)
- 1.6 л (SOHC PGM-FI) з 115 к.с. DIN (85 kW)
- 1.6 л (DOHC PGM-FI) з 131 к.с. DIN (96 kW)
- 1.6 л (DOHC Dual Carb) з 106 к.с. DIN (80 kW)
- 1.8 TD 1.8 дизельний двигун з турбонаддувом (двигун Peugeot), що продавався тільки у Франції, Італії та Португалії (тому що був спроектований для Rover 200).

В Японії та інших азійських/австралійських країнах, Concerto була також доступна з SOHC 1.6 л, оснащеним подвійним карбюратором.